# NGC 2607
NGC 2607 је спирална галаксија у сазвежђу Рак која се налази на NGC листи објеката дубоког неба.
Деклинација објекта је + 26° 58' 23" а ректасцензија 8h 33m 56,6s. Привидна величина (магнитуда) објекта NGC 2607 износи 14,0 а фотографска магнитуда 14,7. NGC 2607 је још познат и под ознакама UGC 4473, MCG 5-20-25, CGCG 149-51, KUG 0830+271, NPM1G +27.0202, PGC 24038.